# Rosaria De Cicco
Rosaria De Cicco (Napoli, 3 maggio 1958) è un'attrice italiana.

## Biografia
Nata a Napoli, inizia a recitare a teatro affiancando artisti come Nello Mascia e registi come Ugo Gregoretti. Nel 2000 conosce Ferzan Özpetek, che le affida ruoli in film di successo come Le fate ignoranti (2001), La finestra di fronte (2003) e Un giorno perfetto (2008), e la vuole inoltre testimonial di uno spot pubblicitario. Antonio Capuano le affida il ruolo di co-protagonista al fianco di Valeria Golino nel film La guerra di Mario. Paolo Sorrentino la sceglie per il film L'uomo in più. Renzo Arbore, invece, la vuole nel suo programma Speciale per me, ovvero meno siamo meglio stiamo. Dal 1996 inizia a lavorare come coach nella soap Un posto al sole, dove successivamente interpreta i due ruoli di Vera e di Aida. Parallelamente all'attività di attrice, Rosaria coltiva la sua vena comica, vincendo il Premio Charlot al Festival Nazionale del Cabaret in Rosa di Torino e il premio Cabaret in pillole. È rappresentante dell'associazione culturale "La piccionaia".

## Filmografia

### Cinema
- Vito e gli altri, regia di Antonio Capuano (1991)
- Pianese Nunzio, 14 anni a maggio, regia di Antonio Capuano (1996)
- Le fate ignoranti, regia di Ferzan Özpetek (2001)
- L'uomo in più, regia di Paolo Sorrentino (2001)
- Cattive inclinazioni, regia di Pierfrancesco Campanella (2003)
- La finestra di fronte, regia di Ferzan Özpetek (2003)
- Mariti in affitto, regia di Ilaria Borrelli (2004)
- La guerra di Mario, regia di Antonio Capuano (2005)
- Un'estate al mare, regia di Carlo Vanzina (2008)
- Un giorno perfetto, regia di Ferzan Özpetek (2008)
- Maledetto tag, episodio di Feisbum! Il film, regia di Dino Giarrusso (2009)
- Leone e Giampiero, regia di Salvatore Scarico (2009)
- Il profumo dei gerani (2010)
- La kryptonite nella borsa, regia di Ivan Cotroneo (2011)
- Sodoma - L'altra faccia di Gomorra, regia di Vincenzo Pirozzi (2013)
- Milionari, regia di Alessandro Piva (2014)
- Janara - regia di Roberto Bontà Polito (2014)
- Troppo napoletano, regia di Gianluca Ansanelli (2016)
- L'esodo, regia di Ciro Formisano (2017)
- Voce 'e sirena, regia di Sandro Dionisio (2017)
- Napoli velata, regia di Ferzan Ozpetek (2017)
- San Valentino Stories, regia di Antonio Guerriero, Emanuele Palamara, Gennaro Scarpato (2018)
- Abbasc, regia di Lorenzo Buongiovanni (2018)
- Anime borboniche, regia di Paolo Consorti e Guido Morra (2021)

### Televisione
- Speciale per me, ovvero meno siamo meglio stiamo
- Telegaribaldi
- R.I.S. 2 - Delitti imperfetti, ep. 2x08, regia di Alexis Sweet (2005)
- La dottoressa Giò
- La squadra
- Don Matteo ep 3x11, regia di
- L'avvocato (2002) delle donne
- Le due madri
- Un posto al sole
- Sottocasa
- Un posto al sole d'estate
- Distretto di polizia
- Per amore del mio popolo
- I liceali

## Teatro
- Bene e male
- Notturno di donna
- Caligola
- Don Chisciotte
- Luci di tenebra
- Zappatore
- Più o meno alle tre
- Mr Frank davanti al mare
- Novecento Napoletano
- Affari Illegali Di Famiglia
- Sesso chi legge
- Hai un amico all'inps?